# 그레이트브리튼 공산당 (마르크스-레닌주의)
그레이트브리튼공산당 (마르크스-레닌주의)(Communist Party of Great Britain (Marxist–Leninist)), 약칭 CPGB-ML는 영국의 강경 반수정주의 공산당으로, 잉글랜드, 스코틀랜드, 웨일스에서 활동한다. 
1969년 하르팔 브라르(Harpal Brar)가 창립한 공산주의 노동자 협회(Association of Communist Workers)가 기원이며 1997년 해산하고 사회주의 노동당(SLP)에 합류하였으나 노선 차이로 2004년 다시 대거 탈퇴하고 그레이트브리튼 공산당 (마르크스-레닌주의)를 세웠다. 현재는 하르팔 브라르의 딸인 조티 브라르가 이끌고 있다.
대한민국의 민중민주당과 조선민주주의인민공화국 조선로동당과 교류하는 공산당 조직이다.

## 같이 보기
- 신스탈린주의